# Copromorpha phaeosticta
Copromorpha phaeosticta is een vlinder uit de familie van de Copromorphidae. De wetenschappelijke naam van de soort is voor het eerst geldig gepubliceerd in 1916 door Turner.